# Jean-Baptiste Baronian
Pour les articles homonymes, voir Baronian.
Jean-Baptiste Baronian, de son vrai nom Joseph Lous Baronian, né le 29 avril 1942 de parents arméniens, est un écrivain belge de langue française. Il est également connu sous de nombreux pseudonymes : Alexandre Lous pour des romans policiers, Jeanne Voisins, ou encore Jean-Marie Méline pour des romans d'amour, et Alexandre Bergonian.

## Biographie
Romancier, auteur de nouvelles fantastiques, d’anthologies et de livres pour enfants, critique et essayiste, il partage sa vie entre Bruxelles et Paris. Il travaille de nombreuses années dans l'édition, notamment comme directeur de collection chez Marabout, à la Librairie des Champs-Élysées, au Livre de poche, chez Hermé, au Fleuve noir et chez NéO.
Écrivain prolifique, il publie une cinquantaine d'ouvrages, parmi lesquels Une bibliothèque excentrique, paru en 2004. Critique littéraire, il signe des articles pour des hebdomadaires belges et au Magazine littéraire.
Il est membre de l'Académie royale de langue et de littérature françaises, de même que président des Amis de Georges Simenon, association créée en 1987, établie à Bruxelles, qui publie périodiquement Les Cahiers Simenon. Il est actuellement[Depuis quand ?] membre du jury du Prix Nocturne.
Jean-Baptiste Baronian apparait en tant que personnage dans le roman Vogelsang ou la mélancolie du vampire (2012) de Christopher Gérard.

## Œuvres

### Romans
- L'un l'autre (Morel, 1972)
- Autour de France (Robert Laffont, 1974)
- Scènes de la ville obscure (Robert Laffont, 1977)
- Le Diable Vauvert (Robert Laffont, 1979), roman fantastique
- Place du jeu de balle (Robert Laffont, 1980 ; réédition, Labor, 1994)
- Sept simulacres: contes insolites (Bruxelles, E. Van Balberghe, 1982)
- Les Quatre Coins du monde (Robert Laffont, 1982)
- La Vie continue (Christian Bourgois éditeur, 1989)
- La Nuit, aller-retour (Christian Bourgois éditeur, 1991)
- Le Tueur fou (Rivages/Noir no 202, 1994), roman policier
- Le Vent du nord (Métailié, 1998)
- L'été est une saison morte (Métailié/noir no 6, 1998), roman policier
- Disques fantômes : une histoire fantastique, suivi de Quatre contes insolites (Pré aux sources/Bruxelles, B. Gilson, 1998)
- L'Apocalypse blanche (Métaillé, 2000)
- Les Papillons noirs (La Table ronde, 2004)
- La Nuit du pigeon (Labor/Espace Nord no 256, 2006)
- Quatuor X (Métailié/Noir no 126), roman policier
- Le Bureau des Risques et périls : puzzle policier et vaudevillesque de 42 pièces (Éditions de Fallois/L’Âge d’homme, 2009)
- Meurtre à Waterloo (Luc Pire, 2011) roman policier
- Dans le miroirs de Rosalie (Éditions de Fallois, 2011)
- L'Enfer d'une saison (Paris, Éditions de Fallois, coll. "L'Âge d'homme", 2013)
- Le petit Arménien (Pierre Guillaume de Roux, 2018)

### Romans policiers signés Alexandre Lous
- Matricide (Plon, 1981 ; réédition, Clancier-Guénaud, coll. « Polars » no 5, 1981 ; réédition, Labor/Espace Nord no 112, 1996)
- La Nuit du pigeon (Fleuve noir, coll. « Engrenage » no 41, 1982)
- Meurtres sans mémoire (Denoël, coll. « Sueurs froides » no 22, 1983)
- Tableaux noirs (Plon, 1984 ; réédition, Clancier-Guénaud, coll. « Polars » no 15, 1984)
- Jugement dernier (Denoël, coll. « Sueurs froides », 1984)
- Rase Campagne (Métailié, coll. « Troubles », 1996)

### Romans d'amour signés Jeanne Voisins
- Un château en Bavière (Plon, coll. « Cristal » no 5, 1980)
- À l'ombre d'un fjord (Plon, coll. « Cristal » no 22, 1980)
- J'ai murmuré ton nom (Plon, coll. « Cristal » no 43, 1981)
- Le Portrait dérobé (Plon, coll. « Cristal » no 62, 1981)
- La Sonate de l'amour (Presses de la Cité, coll. « Turquoise » no 128, 1981)

### Roman d'amour signé Jean-Marie Méline
- La Malédiction de la chapelle (Presses de la Cité, coll. « Turquoise sortilèges » no 154, 1981)

### Recueils de nouvelles
- Le Grand Chalababa (Éditions OPTA, coll. « Anti-mondes » no 33, 1977), textes de science-fiction
- Parmi tant d'autres crimes (Belles Lettres, coll. « Le Cabinet noir » no 27 1999)
- Histoires fantômes (La Renaissance du livre, 2003)
- Neuf petits crimes très ordinaires (Le Grand Miroir, 2006)
- On ne voit pas la nuit tomber (Éditions de Fallois/L'Âge d'homme, 2014)

### Nouvelles
- Les Adorateurs de Sil (1995)
- Concupiscent (Bruxelles, Lamiroy, Opuscule #191, 2021)

### Poésie
- La Chair et le Sang (Bruxelles, Leclerc, 1964)
- Anastrophes au Bon Dieu (Bruxelles, Lamiroy, 2021)

### Essais
- Un nouveau fantastique : esquisses sur les métamorphoses d'un genre littéraire (L’Âge d'Homme, 1977)
- Panorama de la littérature fantastique de langue française (Stock, 1978)
- Jean Ray : l'archange fantastique (Librairie des Champs Elysées, 1981)
- La Légende du vin (Le Temps qu'il fait, 1995)
- Panorama de la littérature fantastique de langue française (La Renaissance du Livre, 2000)
- Simenon, l'homme à romans (Éditions Textuel, 2002)
- Simenon ou le roman gris : Neuf études sentimentales (Éditions Textuel, 2002)
- Une bibliothèque excentrique (Éditions des Cendres, 2002 ; réédition, Le Temps qu'il fait, 2004)
- Baudelaire au pays des Singes (Pierre-Guillaume de Roux, 2017)
- Le Père Brown, détective céleste (Éditions Lamiroy, 2022 ; L'article #21)

### Anthologies
- Récits de science-fiction (Gérard, Marabout, 1973 ; réédition, coll. « Bibliothèque Marabout » no 523, 1975), récits de J.-H. Rosny aîné
- La France fantastique de Balzac à Pierre Louÿs (Gérard, Marabout, 1973)
- La Belgique fantastique avant et après Jean Ray (Gérard, Marabout, 1975) (Éditions Jacques Antoine, 1984)
- Treize histoires d'objets maléfiques (Marabout, 1975)
- Treize histoires de sorcellerie (Marabout, 1975)
- Treize histoires sataniques (Marabout, 1975)
- Treize histoires de loups-garous (Marabout, 1977)
- Histoires terribles de revenants (Librairie des Champs-Élysées, 1979)
- Histoires terribles d'animaux (Librairie des Champs-Élysées, 1981)
- Romans préhistoriques de J.-H. Rosny aîné (Robert Laffont, coll. « Bouquin », 1985)
- Contes fantastiques complets de Théophile Gautier (NéO, 1986)
- Contes fantastiques complets d'Erckmann-Chatrian (NéO, 1987)
- Trains rouges : 25 histoires mystérieuses pour le temps du voyage (Julliard, 1989)
- Potions rouges : 25 histoires mystérieuses pour le temps de l'ivresse (Julliard, 1990)
- Enfants rouges : 25 histoires mystérieuses pour le temps de l'innocence (Julliard, 1991)
- Livres rouges : 25 histoires mystérieuses pour le temps des lettres (Julliard, 1992)
- Le Démon de février (Fleuve Noir, 1998), récits de Gérard Prévot
- L'Invitée de Lorelei (Fleuve Noir, 1999), récits de Gérard Prévot
- Noir Scénar (Belles Lettres, 2002)
- Miroirs obscurs : treize contes fantastiques (Labor, 2003)

### Ouvrages de littérature d'enfance et de jeunesse

#### SérieRouletapir
- Rouletapir, le petit détective (Grasset, 1996)
- La Croisière de Rouletapir (Grasset, 1997)
- Rouletapir et l'Orient-Express (Grasset, 1996)

#### Autres ouvrages
- La Bibliothèque de feu : contes, Bruxelles, La Pierre d'Alun, 1984. Illustrations de Camille De Taeye.
- Lord John (Hermé, 1986 ; réédition, Labor, coll. « Espace nord junior » no 2 1986 et 2001)
- Une couronne pour Guillaume (Namur, Mijade, 1996)
- Mémoire d'éléphant (Gallimard jeunesse, 1997)
- La Petite fille qui a vu l'ours (Gallimard jeunesse, 1997)
- De tout mon cœur (Gallimard jeunesse, 1998)
- S'il vous plaît (Champigny-sur-Marne, Éditions Lito, 1998)
- Bienvenue ! (Champigny-sur-Marne, Éditions Lito, 1999)
- Rêves de chien (La Martinière jeunesse, 1999)
- Mélusine et l'ours Caramel (Champigny-sur-Marne, Éditions Lito, 2000)
- Bella (Champigny-sur-Marne, Éditions Lito, 2000)
- Chatouille, le chat qui ronfle (Champigny-sur-Marne, Éditions Lito, 2001)
- Pour toujours (Gallimard jeunesse, 2001)
- Mes premiers plaisirs (Gallimard jeunesse, 2002)
- Mes premières surprises (Gallimard jeunesse, 2002)
- Mes premiers éveils (Gallimard jeunesse, 2002)
- Mes premières réussites (Gallimard jeunesse, 2002)
- Mes premières farces (Gallimard jeunesse, 2002)
- Mes premiers trésors (Gallimard jeunesse, 2002)
- Mes premiers jeux (Gallimard jeunesse, 2002)
- ABC (Éditions Circonflexe, 2004)  (ISBN 978-2-87-833346-6)
- Un amour de petite sœur (Gallimard jeunesse, 2005)  (ISBN 2-07-055084-2)
- Croc-Basile et Croc-Odile (Éditions Circonflexe, 2006)  (ISBN 978-2-87-833401-2)
- Octave Mirbeau vient à Bruxelles, septembre 2012
- Le Paris de Simenon (éditions Alexandrines, 2017)

### Autres publications
- Autour de France (Robert Laffont, 1974)
- La Dame et la Licorne (Paris, Réunion des musées nationaux, 2001)
- La Bibliophilie (L'Âge d'homme, 2006)
- Baudelaire (Gallimard, coll. « Folio biographies » no 19, 2006)[2]
- Verlaine (Gallimard, coll. « Folio biographies » no 40, 2008)
- Rimbaud (Gallimard, coll. « Folio biographies » no 58, 2009) - Prix de littérature 2011 du parlement de la Fédération Wallonie-Bruxelles[3]
- Dictionnaire amoureux de la Belgique (Plon, 2015)
- Dictionnaire de la gastronomie et de la cuisine belges (Rouerge, 2019)

## Sources
- Claude Mesplède, Dictionnaire des littératures policières, vol. 1 : A - I, Nantes, Joseph K, coll. « Temps noir », 2007, 1054 p. (ISBN 978-2-910-68644-4, OCLC 315873251), p. 163-164.